# José Diguja
José Diguja, también conocido como Joseph Diguja fue un importante funcionario español durante el siglo XVIII. Es recordado por ser coronel de los ejércitos realistas y además por haber sido presidente de la Real Audiencia de Quito. 

## Reseña biográfica
Fue un funcionario español que nació en la villa de Benavente, en lo que se conocía entonces como Castilla la Vieja. Se ignora su vida inicial antes de su partida a América que sería en 1740. Además se conoce también que regresó dos veces más en 1749 cuando acompañó al virrey Alonso Pizarro y terminaría en la ciudad de Santafe.  
Inicialmente tenía cuarenta años de edad y se encontraba todavía soltero, algo extraño en la época. Para entonces por su trabajo había recorrido toda América del sur por su despempeño como militar y marino. Además se hallaba con un buen nombre por el éxito en sus emprendimientos. Por esta razón el 5 de mayo de 1764 obtuvo una Cédula muy favorable a través de la cual era nombrado Presidente de la Real Audiencia de Quito. Se posicionaría finalmente el 8 de julio de 1767. Su mandato empezó bastante accidentado puesto que al inicio recibiría un oficio en donde le informaban de la famosa expulsión de los jesuitas por la cédula Real de Carlos III, posterior al motín de Esquilache. Esto fue un duro golpe para la Audiencia puesto que los jesuitas tenían bastante poder y de ellos dependía el desarrollo de la escolástica en la Universidad San Gregorio, así como de algunos hospitales y sobre todo más misiones jesuitas en maynas. Sería el 20 de agosto de 1767, cuando debió cumplir la orden con grandes.

Se conserva una carta escrita por el misionero jesuita Javier Crespo en la ciudad de Piura el 7 de noviembre de 1768, donde cuenta las peripecias y detalles de la decisión de la expulsión de los jesuitas de la monarquía española. La carta está dirigida a José Diguja:
Señor. Recibimos la de V. S. de 6 de Enero el 16 de Abril, y en cumplimiento de la orden escrebimos luego a Moyobamba para que regresase el sacerdote que debía relevarnos. Éste enfermó, y fue preciso que por mis instancias enviase otro el Vicario de Moyobamba. Éste tardó en llegar hasta fines de mayo, y entregando la iglesia, salimos el 6 de junio para las misiones, y hemos peregrinado cerca de cinco meses, con las precisas detenciones, en buscar gente y avíos en donde ha sido necesario mudar. Ya estamos con el favor de Dios en Piura, y con barco que saldrá en breve (según dicen) para Panamá. De Jaén nos han dado los avíos hasta acá, como V. S. nos lo previno, y aquí hallamos el partido y la buena acogida que todos agradecemos muy de corazón al favor y caridad de V. S. que todo lo previno. Se está haciendo la ropa que pareció a los Señores necesaria para el largo tránsito que nos resta, de que a los Sres. Oficiales reales estamos agradecidos. Dios remunere a todos la caridad que usan, como quien es, y guarde a V. S. lleno de felicidad, gracia y méritos los muchos años que a bien de sus pueblos, etc.
Se sabe que intentó suavizar la decisión y hacer la situación un poco menos penosa par alos jesuitas, dándoles todas las facilidades para que emprendan su viaje. En los demás sucesos que ocurrieron durante su mandato mostró una similar actitud y fue recordado con gratitud en la posteridad. Por ejemplo, en 1771 estalló una sublevación indígena que había iniciado en el pueblo de San Felipe, cerca de la ciudad de Latacunga. Logró capturar a los cabecillas pero en lugar de ejecutarlos, perdonó su vida y simplemente les pidió hacer trabajos forzados. Además, buscó mantener buenas relaciones con el clero a pesar de la expulsión. Su vida terminaría poco después de 1778, cuando al terminar su mandato regresó a España para vivir sus últimos días, pues ya tenía setenta años de edad.